# Доріс Белак
Доріс Белак (англ. Doris Belack; 26 лютого 1926 — 4 жовтня 2011) — американська акторка.

## Біографія
Народилася в місті Нью-Йорк, в єврейській родині іммігрантів із Росії Ісака та Берти Белак.
Доріс Белак була першою акторкою, яка зіграла Берніс Фіш, дружину детектива Фіша (у виконанні Ейба Віґоди) у серіалі «Барні Міллер» (1975), перш ніж цю роль отримала Флоренс Стенлі. Вона також була виконавицею ролі Дороті Сборнак (сестри Беатріс Артур) у серіалі «Золоті дівчата» (1985) до того, як ця роль дісталася Дені Дітріх. З 1990 по 2001 рік акторка грала суддю Джадж Маргарет Беррі в серіалі «Закон і порядок».
З 1946 року була одружена з продюсером Філіпом Роузем, який помер у травні 2011 року.
Доріс Белак померла 4 жовтня 2011 року в Нью-Йорку.

## Вибрана фільмографія
- 1980 — Чорний мармур / The Black Marble
- 1982 — Тутсі / Tootsie — продюсерка Ріта Маршалл
- 1987 — Батарейки не додаються / Batteries not included)
- 1991 — А як же Боб? / What About Bob?
- 2006 — Схиблений / Delirious